# College Park (Géorgie)
Pour les articles homonymes, voir College Park.
College Park est une ville des comtés de Clayton et de Fulton, en Géorgie, aux États-Unis.

## Démographie
| 1900 | 1910  | 1920  | 1930  | 1940  | 1950   |
| ---- | ----- | ----- | ----- | ----- | ------ |
| 517  | 2 173 | 3 622 | 6 604 | 8 213 | 14 535 |

| 1960   | 1970   | 1980   | 1990   | 2000   | 2010   |
| ------ | ------ | ------ | ------ | ------ | ------ |
| 23 469 | 18 203 | 24 632 | 20 457 | 20 382 | 13 942 |